# Xavier Roqué Rodríguez
Xavier Roqué Rodríguez (Barcelona, 1965) és professor d'Història de la ciència a la Universitat Autònoma de Barcelona (UAB) i membre del departament de Filosofia i del Institut d'Història de la Ciència (IHC), abans Centre d’Història de la Ciència (CEHIC). Físic de formació, es doctorà en Història de la ciència (UAB, 1993) i realitzà estades postdoctorals a Cambridge i a París. Ha estat professor visitant a les universitats de Cambridge (2011) i Uppsala (2013).
La seva recerca tracta sobre la física contemporània i les relacions entre ciència, cultura i gènere. Ha publicat treballs sobre la història de la radioactivitat, la relativitat i la física quàntica, i ha editat i traduït, al castellà o al català, clàssics de la física com ara Albert Einstein. La teoria de la relativitat i altres textos (Barcelona: IEC, Pòrtic; Vic: Eumo, 2000); Marie Curie, Pierre Curie (Santa Coloma de Queralt: Obrador Edèndum, 2009); Niels Bohr, L'estructura i la filosofia dels àtoms (Barcelona: IEC, Pòrtic; Vic: Eumo, 2010); Marie Curie, Escritos biográficos (Bellaterra: Edicions UAB, 2011). Recentment ha editat, juntament amb Néstor Herran, el volum La física en la dictadura. Físicos, cultura y poder en España, 1939–1975 (Bellaterra: Servei de Publicacions de la UAB, 2012). Actualment dirigeix un projecte de recerca sobre «Física, cultura i política a Espanya» i coordina el màster d'Història de la ciència. Ciència, història i societat (UAB-UB).
A la UAB és també professor de les assignatures Història de la física i Història de les matemàtiques, dels graus de física i matemàtiques, respectivament.
El 22 de març del 2023, va ser nomenat membre numerari de la Secció de Ciències i Tecnologia de l'Institut d'Estudis Catalans.